# Laurent Charles Boyomo Assala
Laurent Charles Boyomo Assala, né le 13 novembre 1955 est un universitaire et homme politique camerounais, sénateur de la 3e législature.

## Biographie

### Enfance, éducation et débuts
Laurent Charles Boyomo Assala est originaire de la région du Centre.

### Carrière
Laurent-Charles Boyomo Assala est un professeur titulaire des universités. Il a enseigné dans plusieurs institutions prestigieuses du Cameroun, notamment l'Ecole Nationale d'Administration et de Magistrature (ENAM), l'Ecole de Guerre, l'Institut des Relations Internationales du Cameroun (IRIC) et l'Institut de Formation et de Recherche Démographique (IFORD).
Directeur de l'Ecole Supérieure des Sciences et Techniques de l'Information et de la Communication (ESSTIC) pour la période allant de 2005 à 2021, le Pr Boyomo Assala a été élu sénateur Rassemblement Démocratique du Peuple Camerounais (RDPC) pour le compte de la région du Centre. Il occupe également les fonctions de Secrétaire permanent du Conseil National de la Communication (CNC) du Cameroun, Président du Conseil d'Administration à la Société Forestière et Industrielle de la Doumé (SFID) à Mbang, et conseiller en communication depuis des lustres dans le RDPC,,.
Après avoir travaillé pendant 16 ans comme Directeur de l'ESSTIC, il a été élu parlementaire, précisément sénateur RDPC pour le compte de la région du Centre, lors des élections de 2023,,.
En tant qu'auteur, il a publié plusieurs ouvrages et articles académiques, contribuant à l'avancement des connaissances en communication et en sociologie des médias. Parmi ses publications notables figure 'Communication des organisations: sociologie de la médiation organisationnelle', 'Le droit de la communication en Afrique : problématique et perspectives à l'heure de la convergence' ,,.